# Kościół św. Andrzeja Boboli w Poznaniu

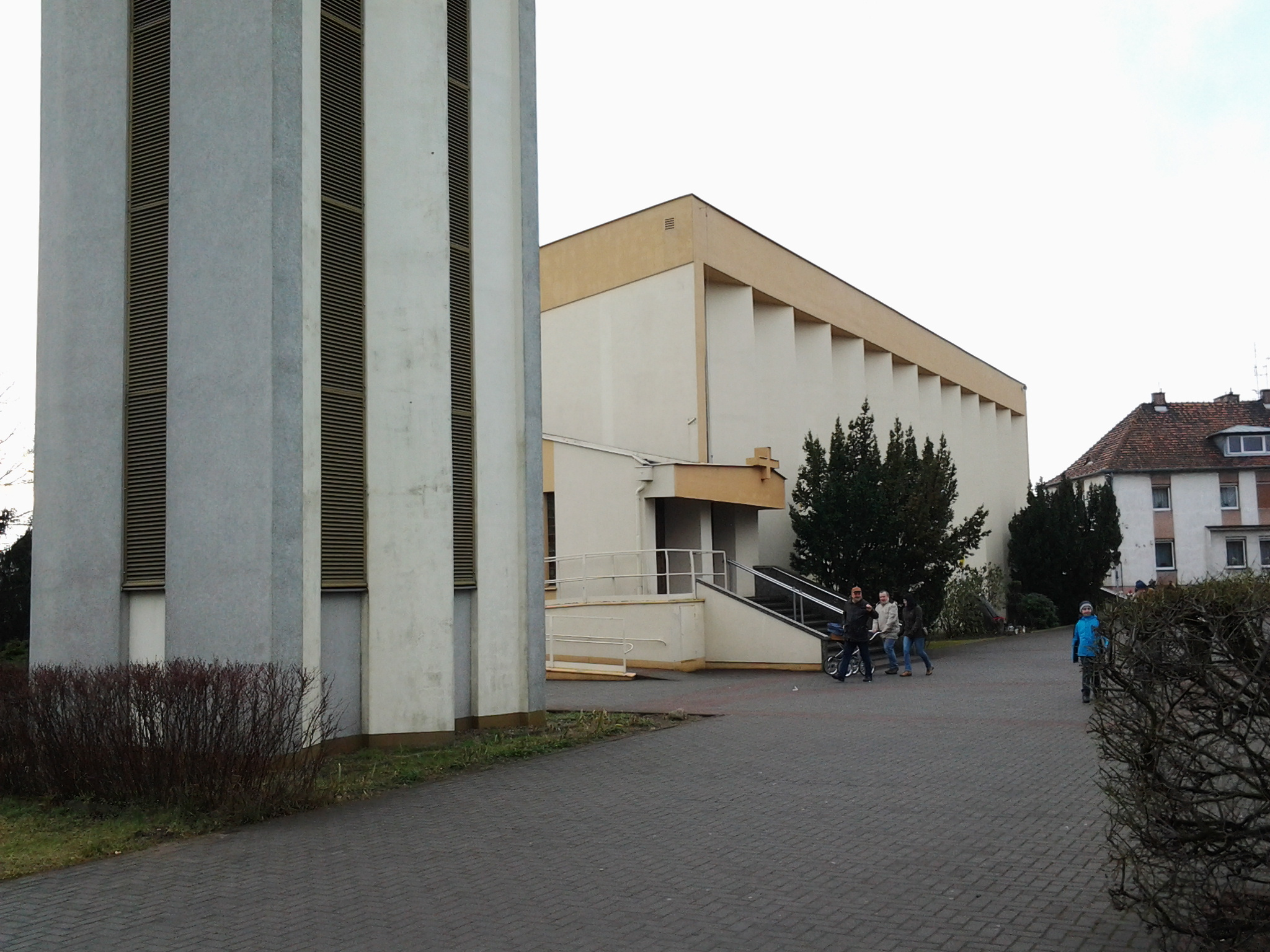
Korpus nawowy

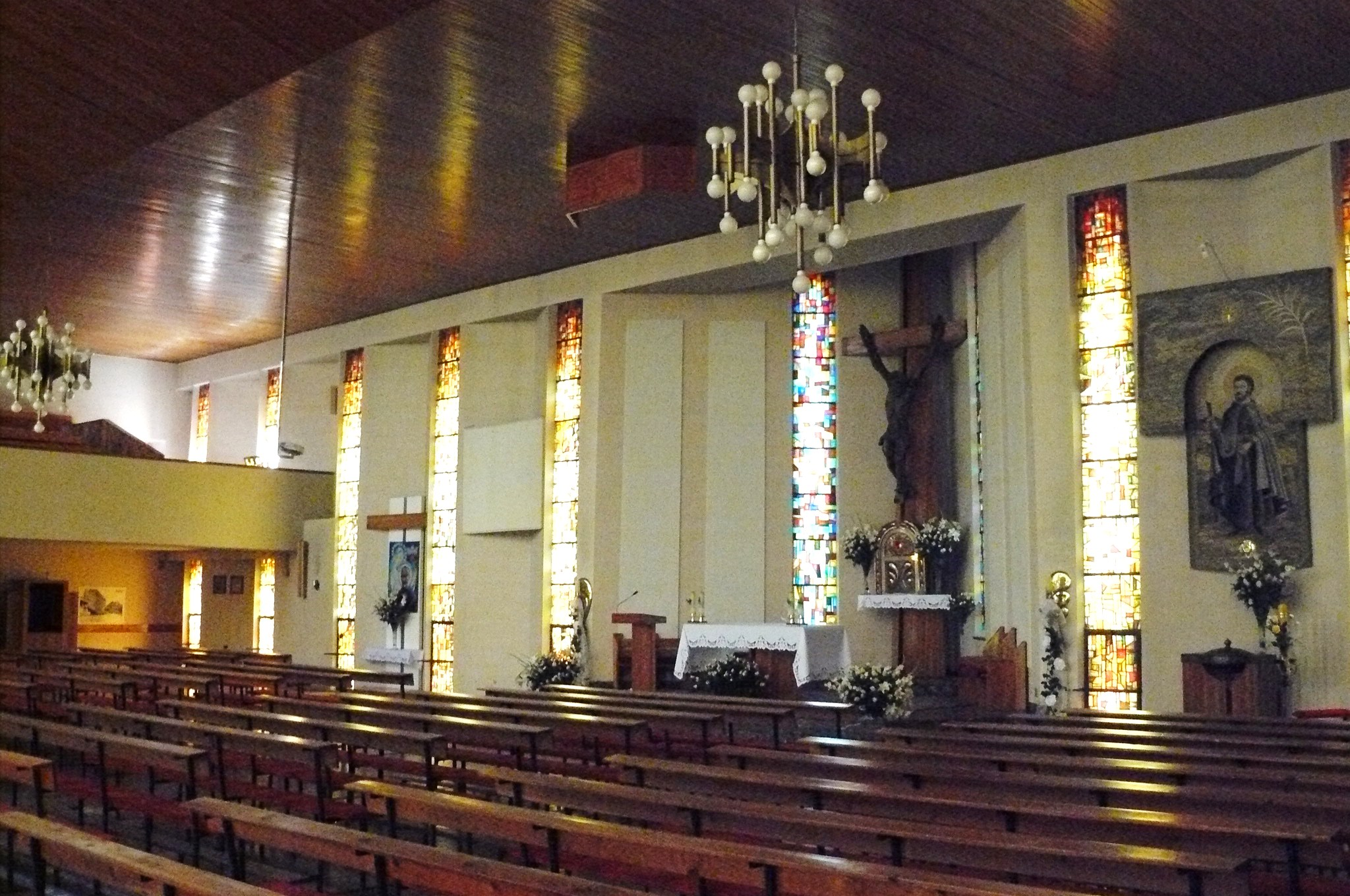
Wnętrze z ołtarzem

Kościół św. Andrzeja Boboli w Poznaniu – katolicki kościół parafialny, zlokalizowany w Poznaniu przy ul. Junikowskiej 48, w południowej części Junikowa.

## Historia
W 1929 wydzielono z parafii Matki Boskiej Bolesnej nową jednostkę - parafię Świętego Krzyża. Objęła ona dwie duże części Poznania - Górczyn i Junikowo, które dzieli spora odległość. Od początku mieszkańcy Junikowa, którzy do kościoła musieli jeździć na Górczyn, myśleli o dalszym podziale parafii i ustanowieniu nowej - junikowskiej. 26 kwietnia 1936 powstał Komitet Budowy Kościoła Rzymsko-Katolickiego w Junikowie. Inicjatorem był proboszcz górczyński - ks. Władysław Skórnicki. W 1937 zakupiono zabudowaną działkę od Stefana Muszkiety i skierowano na Junikowo księdza Leonarda Gierczyńskiego, z zadaniem utworzenia parafii. Zamieszkał on przy ul. Bełchatowskiej u małżeństwa Kurkowiaków. Przy pomocy mieszkańców zaadaptowano tymczasowo szkolny korytarz na kaplicę, gdzie odprawiano pierwsze msze na Junikowie. 
24 grudnia 1937 kard. August Hlond wydał dekret ustanawiający parafię pod wezwaniem św. Andrzeja Boboli z dniem 1 stycznia 1938. W skład tego organizmu, oprócz Junikowa, weszła część osiedla Plewiska z parafii św. Andrzeja Apostoła z Komornikach. 
Tymczasem siłami wiernych przystąpiono do adaptacji dawnej gorzelni Muszkietów, przerobionej później do roli owczarni, na kościół, m.in. zbudowano wieżę. Budynek służył kultowi tylko do 6 października 1941, kiedy to naziści zamienili go na magazyn sprzętu sanitarnego armii hitlerowskiej. Wcześniej okupacyjne władze niemieckie tolerowały odprawianie tutaj nabożeństw. Proboszcz Leonard Gierczyński został wywieziony do obozu w Dachau. 
Jeszcze w czasie trwania Bitwy o Poznań, 20 lutego 1945 przybył na Junikowo ks. Feliks Michalski, misjonarz św. Rodziny. W 1948 został inkardynowany i stał się księdzem diecezjalnym, pełniąc funkcję junikowskiego proboszcza. Jeszcze w 1945, przy pomocy wiernych, wyremontowano zdewastowany kościół, a w 1948 podjęto budowę plebanii. W 1952 postawiono nowy ołtarz z granitu. W latach 1967–1969 dokonano natomiast zmian posoborowych. W 1970 podjęto działania mające na celu wytopienie nowych dzwonów - jeden pozostał z 1938. Poświęcił je ks. bp Antoni Baraniak 12 czerwca 1971. 
10 sierpnia 1974 uzyskano od władz zgodę na budowę nowej (obecnej) świątyni. Znów podczas prac, dużą część działań wykonali sami mieszkańcy okolicy. Stan surowy uzyskano w 1978, a poświęcenia gotowego kościoła dokonał abp Jerzy Stroba 16 listopada 1988. 

## Architektura
Świątynia modernistyczna, na planie prostokąta, ze smukła wieżą-sterczyną. Projektantem był Aleksander Holas - autor wielu poznańskich kościołów z tamtego okresu. Zaakcentował w bryle silne i rytmiczne podziały horyzontalne (pionowe). W sąsiedztwie stoi ociężała budowla kampanili. 

## Pomniki
Przy kościele stoją dwa pomniki:
- głaz (kamień) papieski z datami z życia Jana Pawła II,
- granitowy pomnik mieszkańców Junikowa, którzy stawiali opór okupantowi niemieckiemu w czasie II wojny światowej i zginęli: Jan Ciechanowski, Mścisław Frankowski, Barbara Grzesiak, Włodzimierz Krzyżankiewicz, Edmund Wasikowski, Antoni Wojewoda, Władysław Wrzesiński. Monument z orłem wystawiła Rada Osiedla Junikowo w 2004.

## Dojazd
W pobliże świątyni nie dociera komunikacja publiczna. Dojazd tramwajami linii 1, 13 i okresowo 15, w kierunku pętli Junikowo, do przystanku Junikowska i dojście piesze ul. Junikowską - około 750 m. Przed kościołem znajdują się parkingi rowerowe.